# 邱筱園
邱筱園（1878年11月15日—1942年4月7日），名世濬，字筱園，臺灣日治時期漢詩人、中醫師、實業家、民意代表。

## 生平
邱筱園祖籍福建詔安，其先祖渡海來臺後，原居新竹，後遷八德，他的父親因生活之故，又徙居龍潭高平村，1878年11月15日邱筱園出生，在四個兄弟中排行第三。
他幼年離家，於養家義塾、東寧學校求學十年，精熟詩書，亦兼習中醫。完成學業後，二十歲回鄉開設私塾，當時著名的育英義塾、慕甯山館、維新學堂，都是他所創設的。 日治初期，邱筱園仍持續擔任書房教師的工作，但隨著時代的新變，他開始積極投入實業經營，利用日本勤業銀行的貸款，採礦、製茶、營建農場，最後成為擁有甲種製茶廠與六十多甲田產物業的實業家。
1935年在臺灣總督府所舉行的第一次殖民地選舉中，被選為民選之龍潭庄協議會員，1939年再次連任。1942年4月7日病逝家中。

## 詩學
邱筱園活躍於日治時期臺灣的漢學界，《瀛海詩集》稱他「善屬文能詩，為漢學界耆宿。性亢爽高潔，有耕隴抱膝高吟之概，然圭璋品望為世所重」， 他同時也是1930年周石輝計畫刊行《詩報》時，請教的二位詩壇大老，並為《詩報》創刊號撰寫發刊詞。此外，他於1926年創立漢詩同好社團「陶社」，並且擔任十六年(1926-1942)的社長，陶社至今仍維持每月課題聯吟的傳統，是目前新竹縣少數現存的古典詩社。
邱筱園早年曾加入桃園吟社，作品多發表於《臺灣日日新報》、《詩報》，傑出的詩藝得到普遍的肯定，1913年為了爭取他的加入，甚至引發桃園吟社內部「散處派」與「咸菜硼派」的對立，其事還見諸報端。 
1927年他以〈孔方兄〉一詩在全島聯吟大會奪魁，1931年又以〈雨絲〉在新竹公會堂舉行的全島聯吟大會中得第三名。此外，他還曾四次在全島聯吟大會擔任詞宗，1926年亦受邀參加臺灣總督上山滿之進的東閣吟會，在當時的漢詩領域中具有重要的地位。
邱筱園的詩作生前未整理成集，不過日治時期的漢詩選本如《瀛海詩集》、《臺灣詩醇》、《東寧擊鉢吟前集》、《東寧擊鉢吟後集》等都錄有他的詩作。2013年11月出版的《日治時期臺灣漢詩人：邱筱園詩集》為目前可見邱筱園最完整的作品集。

## 醫術
邱筱園精通中醫，不論貧富身分，一律施以義診， 只給予處方箋，從未收病人分毫，在鄉里之間，救人無數，聲望崇高，甚至連日本人都前來求診。他的兒子邱維垣提及，「遠至新竹、竹東等地亦時有病者求治，從茲官民均不敢檢舉先父執行中醫之術矣。故先父逝後卅餘年，至今年老鄉親們尚記憶猶新，每言其痲科用方之靈驗，與治急驚風救活之準確，實有口皆碑之良醫。」

## 作品
邱筱園最廣為人知的作品是1907年3月15日發表於《臺灣日日新報》的〈桃花源〉組詩，黃植亭評這五首詩：「純從桃花源妙處著筆，發揮盡致，風骨欲仙。五首中無一弱句，無一閒字。琳琅滿紙，如空潭瀉春，古鏡照神，自是斲輪老手，真當行出色技也」， 這些詩除了詩歌技藝引人注目外，亦反映了臺灣人在乙未割臺事件中的感受：
|  | 別開卅六洞中天，鹿走羊亡幾百年。漁者腳跟溪作路，麻姑眼底海爲田。 未燒書保黃農後，靡孑民遺魏漢前。廿紀風雲多變色，同胞儘願舉家遷。 安家此地獨超然，金石經馱楚漢前。非不臣兮因亟亂，縱為人世亦如仙。 沙蟲猿鶴寰中劫，雞犬桑麻世外天。霞綺滿溪桃萬樹，迷津莫問釣魚船。 田廬結托彩霞邊，曆占桃花不紀年。奉敕仙家收自治，出群民種演平權。 山河獨殘秦無地，日月人來晉有天。大造茫茫存化境，紅塵是處住神仙。 蓬萊自在有無天，過武陵溪一愴然。雲氣白迷騎鶴客，桃花紅引釣魚船。 累朝民庶餘焚玉，蔽野桑麻不稅錢。多少遺臣滄海外，莫求仙也願求田。 渾噩無為太古然，避人避地獨完全。箇中不受紅羊劫，方外空談白足禪。 此境闢三千世界，其人超十二萬年。風潮急激喧歐美，東海桃源別有天。 |

邱筱園1927年在全島聯合吟會的掄元之作〈孔方兄〉，則是呈現了臺灣知識菁英對於當時陷入內戰中的中國，從未止歇的關懷與凝視：
屋仰司農絀度支，如斯事大執能為。老兄具有神通力，合向中原救國危。

## 家庭
- 妻：袁藻妹，出自宵裡望族。
- 子女：邱筱園共有9個子女，皆為袁氏所生。四個女兒依序是邱允、邱端、邱淑、邱美。五個兒子則為：
  - 邱維崧，長子，畢業於臺北師範學校，曾擔任桃園教育局主任督學。
  - 邱維嶽，次子，畢業於龍潭農業專修學校，繼承家業，為玉峰茶業工場理事長，任高平村村長32年。
  - 邱維垣，三子，畢業於臺灣大學醫學系，開設創新紀念醫院。
  - 邱維翰，四子，畢業於龍潭農業專修學校，經營洗衣店。
  - 邱維藩，五子，畢業於龍潭農業專修學校，務農。